# Thongcshon
Thongcshon (hangul: 통천군, Thongcshon-kun, handzsa: 通川郡, RR: T'ongch'ŏn-kun, ’áthaladó patak’) megye Észak-Koreában, Kangvon (Kangwŏn) tartományban. 1285-ben kapta a Thongdzsu (통주; 通州, T'ongju) nevet, mai nevét 1413-ban nyerte el, ekkor emelték megyei rangra.

## Földrajza
Délről Koszong (Kosŏng) és Kumgang (Kŭmgang), délnyugatról Cshangdo (Ch'angdo), nyugatról Anbjon (Anbyŏn) és Höjang (Hoeyang) megye, északról és keletről a Japán-tenger (Keleti-tenger) határolja.
Legmagasabb pontja az 1268 méter magas Hvangnjongszan (황룡산; 黃龍山, Hwangryongsan).

## Közigazgatása
1 községből (up (ŭp)), 30 faluból (ri (ri)) áll:
| - Thongcshon-up (통천읍; 通川邑, T'ongch'ŏn-ŭp) - Kahung-ri (가흥리; 佳興里, Kahŭng-ri) - Kangdong-ri (강동리; 江洞里, Kangdong-ri) - Koszong-ri (거성리; 巨城里, Kŏsŏng-ri) - Kuup-ri (구읍리; 舊邑里, Kuŭp-ri) - Kunszan-ri (군산리; 君山里, Kunsan-ri) - Kumnan-ri (금란리; 金蘭里, Kŭmnan-ri) - Tegok-ri (대곡리; 垈谷里, Taegok-ri) - Roszang-ri (로상리; 路上里, Rosang-ri) - Rjongszu-ri (룡수리; 龍水里, Ryongsu-ri) - Rjongcshon-ri (룡천리; 龍川里, Ryongch'ŏn-ri) - Rimok-ri (리목리; 梨木里, Rimok-ri) - Mjonggo-ri (명고리; 鳴皐里, Myŏnggo-ri) - Miphjong-ri (미평리; 嵋坪里, Mip'yŏng-ri) - Pangpho-ri (방포리; 芳浦里, Pangp'o-ri) - Pjogam-ri (벽암리; 碧巖里, Pyŏgam-ri) | - Pothan-ri (보탄리; 寶炭里, Pot'an-ri) - Poho-ri (보호리; 寶湖里, Poho-ri) - Pongho-ri (봉호리; 峯湖里, Pongho-ri) - Szongdzson-ri (송전리; 松田里, Songjŏn-ri) - Sinde-ri (신대리; 新垈里, Sindae-ri) - Sillim-ri (신림리; 新林里, Sillim-ri) - Sinhung-ri (신흥리; 新興里, Sinhŭng-ri) - Csaszan-ri (자산리; 慈山里, Chasan-ri) - Csangde-ri (장대리; 長臺里, Changdae-ri) - Csangdzsin-ri (장진리; 長津里, Changjin-ri) - Csungcshon-ri (중천리; 中泉里, Chungch'ŏn-ri) - Phecshon-ri (패천리; 沛川里, P'aech'ŏn-ri) - Phungszan-ri (풍산리; 豊山里, P'ungsan-ri) - Haszu-ri (하수리; 河水里, Hasu-ri) - Hvathong-ri (화통리; 貨通里, Hwat'ong-ri) |

## Gazdaság
Thongcshon (T'ongch'ŏn) megye gazdasága bútorgyártásra, szénbányászatra, villamosenergia-termelésre és élelmiszeriparra épül.

## Oktatás
Thongcshon (T'ongch'ŏn) megye egy halászati főiskolának, kb. 20 középiskolának ad otthont.

## Egészségügy
A megye számos egészségügyi intézménnyel rendelkezik, köztük ismeretlen számú kórházzal.

## Közlekedés
A megye közutakon a szomszédos helységek felől közelíthető meg. A megye vasúti kapcsolatokkal nem rendelkezik.